# Shangô
Ne doit pas être confondu avec Shangó, album de Carlos Santana et Shaango, bande-dessinée

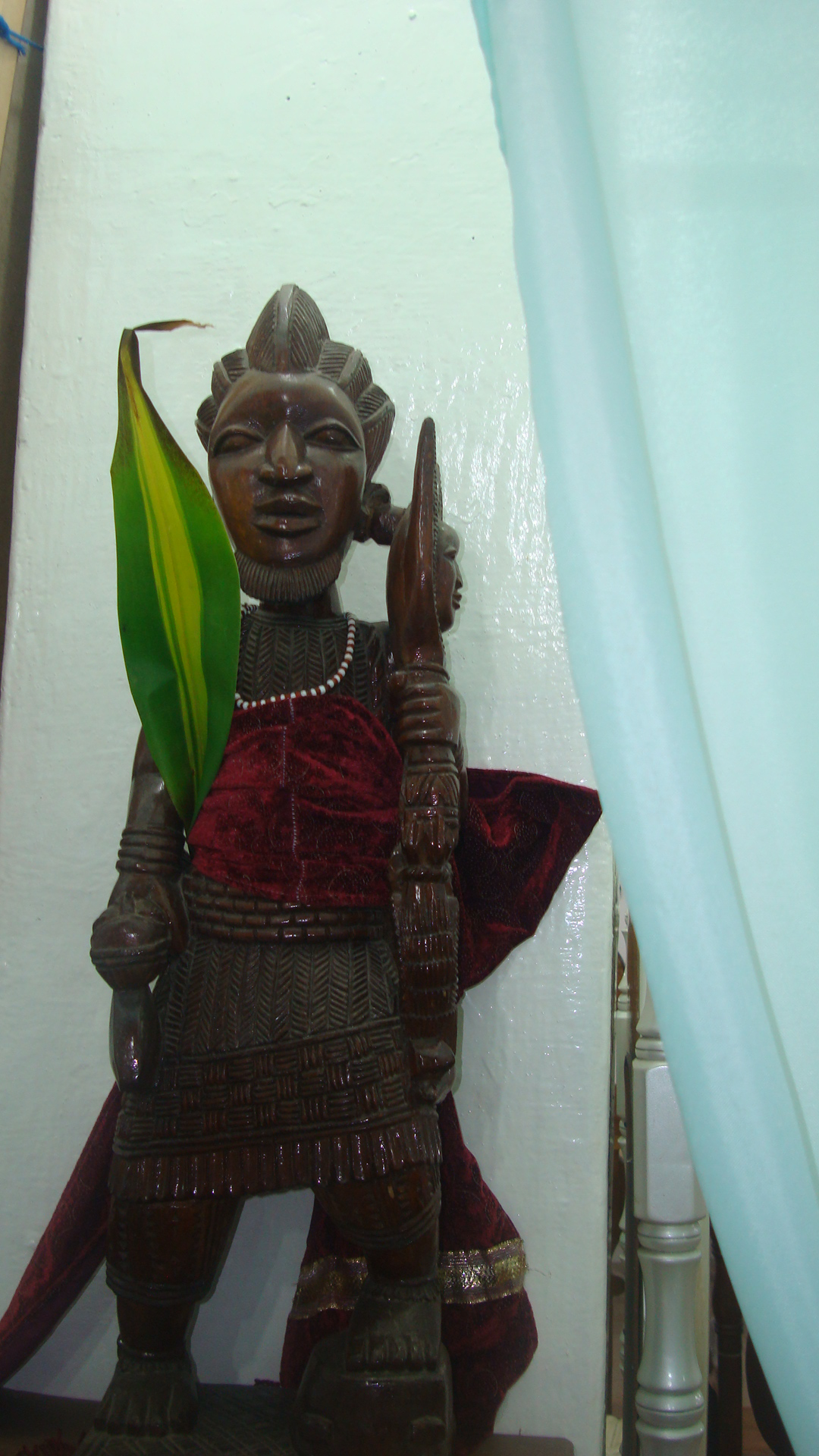
Statue de Shangô

Shangô, Sàngó (également typographié Sango ou Shango), souvent désigné sous le nom de Xangô ou Changó dans l'Amérique latine et les Caraïbes, et connu également sous le nom de Jakuta, est, dans les religions afro-américaines d'origine yoruba, l'orisha de la foudre et du tonnerre. Il est également l'orisha de la justice. 
Il a trois femmes, elles-mêmes orishas, qui sont Oya, Oshun, et Oba.  
Au Brésil, il est représenté par la couleur rouge et blanche ; il apprécie le Quiabo gombo (légume capsulé, conique, vert et poilu, produit par le quiabeiro « Hibiscus esculentus »), le mouton et les tortues. Il a pour emblème une double hache.
Son arbre est le palmier royal.

## Assimilations catholiques
Au Brésil, il est associé dans la religion catholique à Saint Jean-Baptiste ou Saint Jérôme
En revanche, dans la santeria cubaine, il est assimilé à Sainte Barbe.